# Stauntonia obcordatilimba
Stauntonia obcordatilimba är en narrbuskeväxtart som beskrevs av Cheng Yih Wu och S.H. Huang. Stauntonia obcordatilimba ingår i släktet Stauntonia och familjen narrbuskeväxter. Inga underarter finns listade i Catalogue of Life.